# Raymond Hains

Raymond Hains

Raymond Hains (* 9. November 1926 in Saint-Brieuc, Bretagne; † 28. Oktober 2005 in Paris) war ein französischer Maler und Bildhauer des Nouveau Réalisme.

## Leben und Werk
Raymond studierte 1945 für kurze Zeit Bildhauerei an der École des Beaux-Arts in Rennes, zog danach nach Paris, wo er als Fotograf tätig war. 1949 entstand eine erste Décollage (Plakatabriss/Zeitungsabriss), 1955 traf er auf François Dufrêne und Yves Klein.
Raymond Hains gründete 1960 mit seinem engen Freund Arman sowie mit César, Daniel Spoerri, Jean Tinguely, Mimmo Rotella, Pierre Restany und Yves Klein die Nouveaux Réalistes, deren Ziel es war, einen fließenden Übergang zwischen Kunst und Leben zu schaffen und soziale Realitäten in ihrer Arbeit widerzuspiegeln.
Hains wurde international bekannt durch seine Plakatabrisse, den „Affiches lacérées“. Das Prinzip der freigelegten Schichten übereinander geklebter Plakate entwickelte er schon Ende der 1940er Jahre mit Jacques de la Villeglé. Die Affichistes, zu denen auch François Dufrêne und Mimmo Rotella gehörten, wollten durch Abreißen, Verbrennen und Übermalen der Werbebotschaften gesellschafts- und medienkritische Inhalte vermitteln. Raymond Hains widmete sich nach 1946 auch der abstrakten Fotografie (Photographies hypnagogiques) und dem Film, die zu den frühesten Arbeiten dieses Genres zählen. 1950 erfindet er das Konzept des „Ultra-lettre“ und widmet sich den „lettres éclatées“ (aufgebrochene Buchstaben).
Seine Werke wurden weltweit ausgestellt, beispielsweise im Stedelijk Museum in Amsterdam (Ausstellung „Bewogen Beweging“), im Centre Pompidou in Paris, in der Schirn Kunsthalle in Frankfurt/Main ("Ausstellung Poesie der Großstadt"), im Musée d’Art Moderne et d’Art Contemporain in Nizza (Ausstellung Léger et les Noueveaux Réalismes), in der Kunsthalle Mannheim oder im Museum of Modern Art in New York. Hains wurde 1964 zur Biennale nach Venedig, 1968 zur 4. documenta und 1997 zur Documenta X nach Kassel eingeladen. Ebenfalls sind einige seiner Werke im museum FLUXUS+ in Potsdam ausgestellt.
1996 erhielt er den Kurt-Schwitters-Preis für Bildende Kunst der Niedersächsischen Sparkassenstiftung.